# Markus Unterrainer
Markus Unterrainer (* 14. Juli 1980) ist ein ehemaliger österreichischer Fußballspieler auf der Position eines Stürmers.

## Karriere

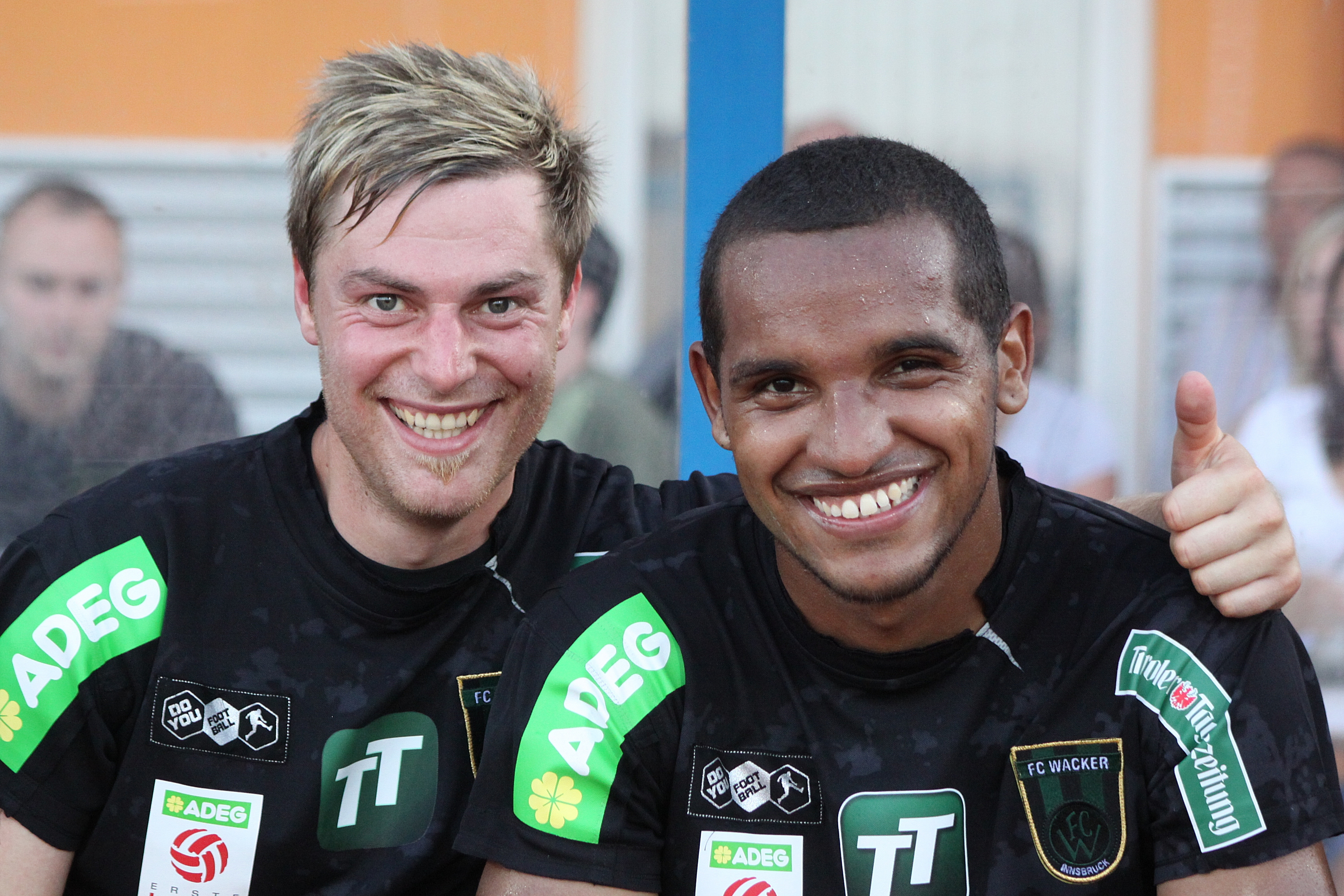
Markus Unterrainer (links) und Fabiano (2009)

Seine Vereinskarriere begann Unterrainer bei seinem Heimatklub dem SK Ebbs aus Ebbs im Bezirk Kufstein. Dort durchlief er sämtliche Nachwuchsspielklassen und kam noch in den 1990er Jahren zu ersten Einsätzen in der Herrenmannschaft des Klubs. Aufgrund guter Leistungen schaffte er in der Winterpause 1997/98 den Sprung zum nächstgrößeren SV Kirchbichl, der ebenfalls im Bezirk Kufstein beheimatet ist und der seit dieser Saison in der drittklassigen Regionalliga West vertreten war. Nach nur einer Spielzeit in der Drittklassigkeit stieg der Klub aus Kirchbichl wieder in die Tiroler Liga ab. Nach regelmäßigen Landesligaeinsätzen kam der damals 20-Jährige im Sommer 2000 zum eben erst in die zweitklassige 1. Division aufgestiegenen SV Wörgl.
Im Sommer 2003 wechselte der Stürmer eine Klasse tiefer zum FC Kufstein in die Regionalliga West, mit dem er in seiner ersten Saison lediglich Platz 6 erreichte. Bereits ein Jahr darauf schoss Unterrainer als Torschützenkönig der RLW den FC Kufstein zum Meistertitel 2004/05 und zum Aufstieg in die Erste Liga. Der Absteiger, den man dort ersetzte, war ironischerweise Unterrainers vorheriger Verein, der SV Wörgl. Kufstein konnte die Klasse jedoch nicht halten und stieg nach nur einer Saison – in der Unterrainer nur magere fünf Tore erzielen konnte – wieder in die Regionalliga West ab.
Nach einem weiteren Titel des RLW-Torschützenkönigs in der Saison 2007/08, als beinahe die Hälfte aller Kufsteiner Tore auf das Konto Unterrainers gingen, unterschrieb der Stürmer einen Zweijahresvertrag bei Bundesligaabsteiger FC Wacker Innsbruck. Im ersten Jahr noch Stammspieler, konnte sich Unterrainer, „einer der unbestrittenen Publikumslieblinge im Tivoli“, in der Saison 2009/10 nicht durchsetzen und war nur mehr Ersatzspieler.
Seinen letzten Einsatz bei den Schwarz-Grünen verzeichnete er am 28. Mai 2010, als er im entscheidenden Meisterschaftsspiel in der 88. Minute für den zweifachen Torschützen Marcel Schreter eingewechselt wurde und kurz darauf über den Meistertitel und Wiederaufstieg des FC Wacker Innsbruck in die Bundesliga jubeln konnte.
Für Unterrainer selbst führte der sportliche Weg in die entgegengesetzte Richtung: Nach genau zwei Jahren im Profigeschäft kehrte der Stürmer zum noch immer in der Regionalliga West spielenden FC Kufstein zurück. Dort beendete er in weiterer Folge auch im Sommer 2014 seine Karriere als Aktiver.
Später trat er einige Jahre als Nachwuchstrainer beim SK Ebbs in Erscheinung, erhielt im Herbst 2023 die ÖFB-D-Lizenz und war um das Jahr 2023 Individualtrainer des SK Ebbs, bei dem er seit November 2022 als sportlicher Leiter im Amt ist. Hauptberuflich betreibt Unterrainer das Familienunternehmen Unterrainer Transport GmbH in Ebbs. 2011 übernahm er von seinem Vater die Geschäftsführung des von seinem Großvater 1965 gegründeten und 1979 in eine GmbH umgewandelten Unternehmens.

## Erfolge

### Mit dem FC Kufstein
- 1× Meister der drittklassigen Regionalliga West: 2004/05

### Mit dem FC Wacker Innsbruck
- 1× Meister der zweitklassigen Ersten Liga: 2009/10

### Individuelle Erfolge
- 2× Torschützenkönig der Regionalliga West: 2004/05 (28 Treffer) und 2007/08 (35 Treffer)